# Mare Frigoris

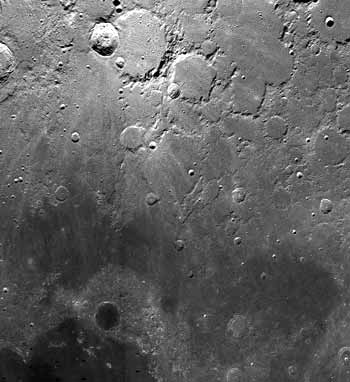
Mare Frigoris is de donkergrijze vlek onder het midden van de foto (Clementine-missie)

Mare Frigoris (Latijn: "zee der kou") is een mare op de naar de Aarde toegekeerde kant van de Maan.

## Beschrijving
Mare Frigoris is een vlakte van vloedbasalt dat zich gevormd heeft in de buitenste ringen van het inslagbekken van de Oceanus Procellarum. Dit bekken werd gevormd in het tijdperk Vroeg Imbrium. Het basalt van de oostelijke Mare Frigoris is gevormd in het tijdperk Laat Imbrium, van de westelijke Mare Frigoris is het basalt afkomstig uit het Eratosthenium.

## Locatie
Mare Frigoris bevindt zich ten noorden van de Mare Imbrium en strekt zich over meer dan 1000 kilometer uit ten noorden en oosten van de Mare Serenitatis. Ten zuiden van Mare Frigoris bevindt zich de donkerkleurige inslagkrater Plato.

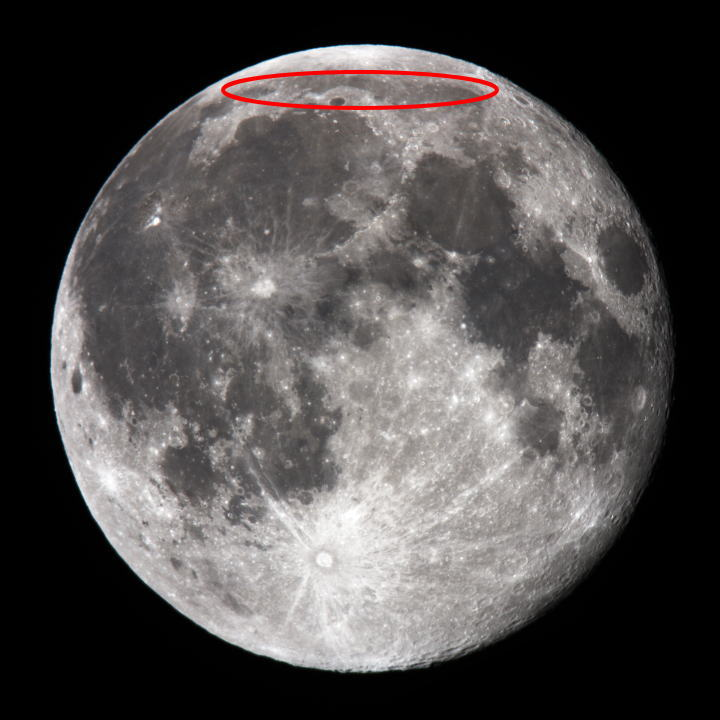
De locatie van Mare Frigoris

## Naamgeving
De benaming Mare Frigoris werd gegeven door Giovanni Battista Riccioli . Eerder gaven Michael van Langren en Johannes Hevelius er respectievelijk de benamingen Mare Astronomicum  en Mare Hyperboreum  aan.

## Mädler's square
Ten oosten van de krater Fontenelle aan de noordelijke rand van Mare Frigoris bevindt zich een schijnbaar rechthoekig gebied dat door vroegere maanwaarnemers Mädler's square werd genoemd. Het betreft hier een geval van Pareidolie, te vergelijken met het "gezicht op Mars" dat slechts onder een bepaalde lichtinval een menselijk gezicht toont.

## Sinus Roris en handboeivormige formaties
Het westelijke uiteinde van Mare Frigoris, omstreeks de prominente inslagkrater Harpalus, kreeg van Giovanni Battista Riccioli (1598-1671) de benaming Sinus Roris (Baai van de Dauw). In dit gebied, tussen de komvormige kraters Markov G en Louville P, komen een aantal formaties voor die qua vorm doen denken aan handboeien. Deze formaties kunnen, mits lokale lage zonnestand, waargenomen worden m.b.v. amateurtelescopen.

## Trivia
- Spinvis heeft een lied geschreven met de titel Mare Frigoris.